# Зоряна динаміка
Зоряна динаміка — розділ зоряної астрономії, що вивчає рухи зір під впливом гравітаційних полів. Основними об'єктами вивчення є подвійні і кратні зорі, розсіяні і кулясті скупчення, галактики (зокрема, і Чумацький Шлях), скупчення і надскупчення галактик як зоряні системи.
Зоряна динаміка застосовує методи аналітичної механіки і  статистичної фізики. Це обумовлено тим, що в реальних зоряних системах (без урахування кратних зір) кількість об'єктів часто надто велика навіть для методів чисельного моделювання, не кажучи вже про аналітичний розв'язок гравітаційної задачі N тіл.